# Великая Яблоновка
Вели́кая Яблоно́вка (укр. Велика Яблунівка) — село в Черкасском районе Черкасской области Украины.
Почтовый индекс — 20745. Телефонный код — 4733.

## Население
Население по переписи 2001 года составляло 1966 человек.

### Языковой состав
Родной язык населения по данным переписи 2001 года:
| Язык       | Численность, чел. | Доля     |
| ---------- | ----------------- | -------- |
| Украинский | 1 874             | 95,32 %  |
| Русский    | 69                | 3,51 %   |
| Молдавский | 21                | 1,07 %   |
| Другое     | 2                 | 0,10 %   |
| Итого      | 1 966             | 100,00 % |

## История
В ХІХ столетии село Сунковской волости Черкасского уезда Киевской губернии.
Энциклопедический словарь Брокгауза и Ефрона даёт такое описание села:

Яблоновка (Яблуновка) — село Киевской губернии, Черкасского уезда, на реке Тясьмин, в 4 верстах от местечка Смелы и в 3 верстах от станции железной дороги. 3046 жителей. Народное училище, маслобойный завод, много ветряных мельниц. Вблизи 5 групп курганов (до 120, исследованы 23) и треугольное городище, 410 саженей в окружности; на полях находят бронзовые и неолитические изделия.

## Известные жители и уроженцы
- Бычков, Александр Иванович — русский революционер, народоволец.
- Отамановский, Валентин Дмитриевич  —  украинский историк, библиограф, краевед, общественный и политический деятель.

## Местный совет
20745, Черкасская обл., Смелянский р-н, с. Великая Яблоновка, ул. Горького, 108б